# Acronicta canadensis
Acronicta canadensis är en fjärilsart som beskrevs av Smith och Dyar 1898. Acronicta canadensis ingår i släktet Acronicta och familjen nattflyn. Inga underarter finns listade i Catalogue of Life.